# Mash (Futter)
Als Mash bezeichnet man ein Ergänzungsfutter für Pferde. Es ist ein diätisches Futter mit leicht abführender Wirkung.
Mash wird von der Futtermittelindustrie in zahlreichen Zusammensetzungen und Qualitäten angeboten. Es kann jedoch auch selbst hergestellt werden. Ein mögliches Rezept enthält:
- ein Teil Leinsamenschrot,
- zwei Teile Weizenkleie und
- vier Teile Quetschhafer.

Das Leinsamenschrot wird am Vortag der Fütterung eingeweicht, am nächsten Tag nochmals mit Wasser aufgekocht und dann mit der Kleie und dem Hafer gut vermischt, sodass ein dicker Brei entsteht. Mash wird immer lauwarm verfüttert. Die fertigen Mischungen werden zumeist nur mit heißem Wasser (abkochen ist zumeist nicht mehr nötig) übergossen und 10–15 Minuten ziehen und abkühlen gelassen.
Mash dient als Zusatzfutter für Pferde im Haarwechsel, für kranke und schwache Pferde, für säugende Stuten oder bei überdurchschnittlichen Beanspruchung zum Beispiel in der Turnier- und Jagdsaison. Daneben ist Mash ideal für Pferde mit Verdauungsstörungen, da es sehr magenschonend ist bzw. magenentspannend wirkt. 